# Hugo Constantin Bartels
Hugo Constantin Bartels (Magdeburgo, 1899 – Brunswick, 1956) è stato un architetto tedesco dell'Architettura Moderna, durante la Repubblica di Weimar e successivamente progettista di costruzioni a Braunschweig e Berlino.

## Biografia
Dopo la scuola di architettura, Hugo Bartels fonda uno studio di architettura a Brunswick, che ha operato con successo fino al 1932. I suoi disegni e gli edifici completati seguono lo stile del Bauhaus. Bartels è stato un membro del Partito Socialdemocratico di Germania, SPD, a Brunswick. Intorno al 1933 si trasferisce a Berlino-Wilmersdorf, diventa membro di un ufficio condiviso con altri architetti come Heinrich Schweitzer e suo figlio Jürgen Schweitzer. Durante il periodo del Terzo Reich, Bartels si organizza con il nuovo regime e quindi realizza ulteriori opere. Successivamente alla seconda guerra mondiale, Bartels riprende la sua residenza a Brunswick, dove ha realizzato insieme ad altri architetti la progettazione di nuovi edifici residenziali. Hugo Bartels è stato sposato ed ha avuto una figlia.

## Edifici (selezione)
- 1926-1927: Froebel, Scuola - Seminario, Berlino in Baden-Württemberg, costruzione dipartimento di Mannheim, con il suo direttore Joseph Zizler.
- 1925-1926: casa presso il lago di Ruppin in Neuruppin, con Otto Banning.
- 1928-1929: Centro Ricreazionale a Querumer nella foresta di Brunswick in Nord Reno - Westfalia, con l'architetto paesaggista Alexander Boecking.
- 1929: fabbrica Consum, a Braunschweig sulla strada Hermann, un forno per il Konsumgenossenschaft; demolito nel 2007.
- 1937: Landhausbauten per l'attore Albrecht Schoenhals a Berlino - Dahlem.
- 1937-1938: edificio amministrativo nazionalsocialista e la Gauamtsleitung a Berlino Wilmersdorf, Via Sassone 28 / strada Pomerania.
- 1938: estensioni al palazzo dell'amministrazione per Wiemer & Trachte in Berlin- Wilmersdorf, Hohenzollern Damm 29/30 strada Saxon.
- 1938-1939: un edificio di cinema in Berlino-Spandau.
- 1939: Villa per il regista Carl Duisberg Acaz Ludwig, sull'isola di Schwanenwerder.
- 1939: architetto per l'esecuzione di una guest house per la UFA su lago di Bogensee, lavora per Joseph Goebbels, Ministro della Propaganda del Terzo Reich, per trasformarla in tenuta estiva.
- 1952 Apr-Nov: Il progetto Abraham Lincoln a Brunswick, insieme alle Schweitzer, 18 edifici su un'area bonificata, la base per un nuovo quartiere. La nuova area residenziale è stata inizialmente chiamata sviluppo ECA, primi abitanti sono stati gli sfollati dei bombardamenti. Il 26 giugno 1953 viene inaugurato l'insediamento, con il nome del presidente degli Stati Uniti Abramo Lincoln, perché i 2.880.000 marchi tedeschi, erano stati un finanziamento del governo americano. L'insediamento è stato successivamente sviluppato da altri architetti con aziende agricole artigiane, piccoli negozi e un edificio scolastico.
- 1945: una nuova sala per il sindacato a Brunswick, anche Auten insieme al Schweitzer.